# Bistum Suzhou

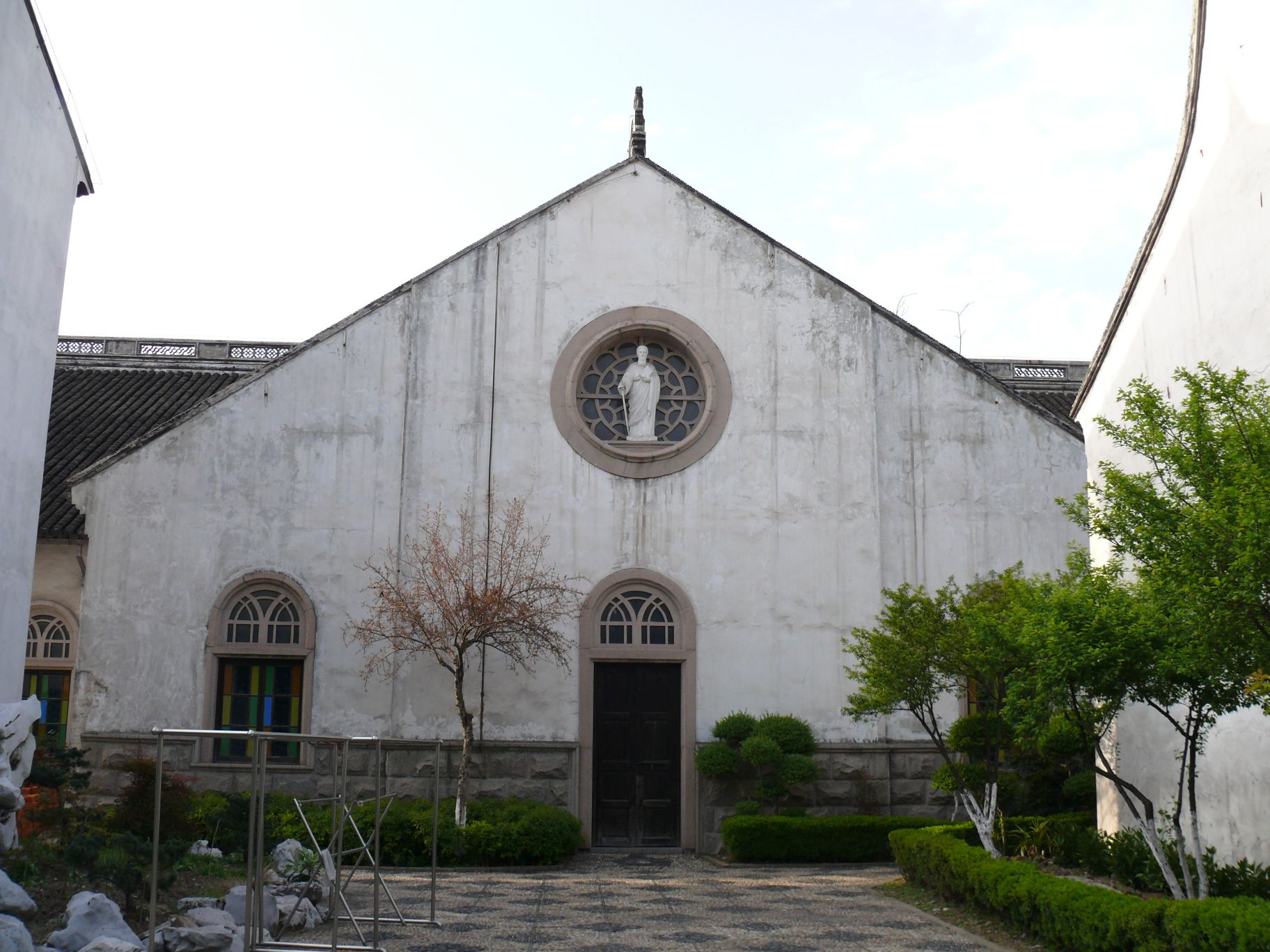
Cathedral of Our Lady of the Seven Sorrows

Das Bistum Suzhou (lat.: Dioecesis Suceuvensis) ist ein römisch-katholisches Bistum mit Sitz in Suzhou in der Volksrepublik China.

## Geschichte
Papst Pius XII. gründete es mit der Bulle Quotidie Nos am 11. April 1946 aus Gebietsabtretungen des Bistums Shanghai.
Der einzige offizielle Bischof des Bistums Ignatius Kung Pin-Mei wurde zum Apostolischen Administrator von Suzhou ernannt, nach seiner Ernennung zum Bischof von Shanghai. Nach sieben Jahren Sedisvakanz wurde am 20. April 2006 Joseph Xu Honggen zum Bischof geweiht, offenbar mit Zustimmung des Heiligen Stuhls. In einer Protestnote des Heiligen Stuhls am 4. Mai, die die Ordination von zwei Bischöfe ohne Zustimmung Roms erwähnte, gibt es keine Erwähnung Joseph Xu Honggens.

## Bischöfe von Suzhou
- Ignatius Kung Pin-Mei (9. Juni 1949 – 15. Juli 1950, dann Bischof von Shanghai)
- Shen Chuming (1956–1968)
- Matthias Ma Longlin (1981–1999)
- Sedisvakanz (1999 – 2006)
- Joseph Xu Honggen (seit 20. April 2006 mit Anerkennung des Heiligen Stuhles)